# Sassacus paiutus
Sassacus paiutus är en spindelart som först beskrevs av Willis J. Gertsch 1934.  Sassacus paiutus ingår i släktet Sassacus och familjen hoppspindlar. Inga underarter finns listade i Catalogue of Life.